# Santuario de San Expedito
El Santuario de San Expedito es un templo o sitio al que peregrinan numerosos fieles, en el cual se venera San Expedito. El mismo está ubicado en la localidad de Bermejo, en el centro del departamento Caucete, a 74 km en dirección noreste de la ciudad de Caucete, al sureste de la provincia de San Juan, en centro oeste de Argentina. 
Al santuario se accede por la Ruta Nacional 141, que está dotado de una iglesia católica.
Junto a los santuarios de Difunta Correa, en Vallecito y el de Ceferino Namuncurá en Villa Dominguito, conforma la Ruta de la Fe, como turismo temático, en San Juan.
Es el único santuario que venera a San Expedito en Argentina. Se encuentra a unos 100 kilómetros de la ciudad de San Juan y aproximadamente a unos 1100 km de la ciudad de Buenos Aires. La capilla se construyó hace unos 20 años, donde todos los 19 de abril se acercan miles de devotos de toda la Argentina para venerar a San Expedito. Se estima que en 2008 fueron 70.000 las personas que se acercaron al lugar.
El santuario tiene su origen hace unos 30 años atrás, cuando unas personas que venían de Buenos Aires la trajeron a la localidad de Bermejo, para ayudar a una lugareña de la nombrada localidad, Petronila Mercado de Lucero. Según cuenta la historia, San Expedito ayudó al marido de la bermejera a superar su adicción al alcohol, con lo que en el lugar se despertó una fe muy profunda por aquel. La casa de Doña Petronila fue la primera capilla de San Expedito. La comunidad de Bermejo continuó con el culto al santo fervorosamente hasta la actualidad. Gracias al esfuerzo de años en 1996 se pudo comenzar a construir una capilla.